# Astri Heilmann
Astri Marie Heilmann (geb. Helgesen; * 18. August 1934 in Blåvand; † 21. Juli 1991 ebenda) war eine dänische Künstlerin und Lehrerin, die vor allem in Grönland aktiv war.

## Leben
Astri Heilmann war die Tochter des Revisors Poul Johannes Helgesen und der Telegrafistin Olga Maria Martha Schön. Sie interessierte sich schon früh für Kunst und zeichnete. Dennoch genoss sie keine Kunstausbildung, sondern schloss 1958 das Lehrerexamen am Staatsseminarium in Ribe ab. Nach einer Fortbildung an der Dänischen Lehrerhochschule im Folgejahr wurde sie Kunst- und Geografielehrerin an einer Kopenhagener Folkeskole. 1960 zog sie nach Grönland, wo sie in Nuuk an einer Folkeskole zu unterrichten begann. Am 1. Juni 1963 heiratete sie in Blåvand den grönländischen Lehrer Isak Peter Kreutzmann Mikael Heilmann (1935–2013), der später der erste Gymnasialrektor des Landes wurde. Er war der Sohn des Jägers Josva Morten Ulrik Heilmann und seiner Frau Amalia Helga Karoline Kreutzmann und somit ein Enkel des Künstlers Johannes Kreutzmann. Isak und Astri waren beide Fans des Skisports und als solche war Astri Vorsitzende des Skisportklubs NSP in Nuuk. Aus der Ehe gingen die drei Kinder Parnûna, Uiloq und Morten Jørgen hervor, die ebenfalls alle Skiläufer wurden. Über ihre Tochter Uiloq (* 1965) und deren norwegischen Ehemann Øystein Slettemark (* 1967) war sie die Großmutter von Ukaleq Astri Slettemark (* 2001), die ebenfalls im Skisport aktiv ist.
1976 wurde sie zur Dozentin am Ilinniarfissuaq ernannt. 1979 gründete sie in Nuuk die Künstlervereinigung Simerneq („Fleck“) und deren Jugendabteilung Sikkerneq („Erblühen“). Sie stellte ihre Kunst im Rahmen von Simerneq in Nuuk aus, aber auch an anderen Orten in Grönland, auf den Färöern und in Dänemark. Sie schuf vor allem naturalistische Aquarelle und aus der grönländischen Sagenwelt stammende Werke aus Treibholz sowie Exlibris. Ihre Werke schmücken zahlreiche bedeutende Gebäude in Nuuk wie das Krankenhaus, das Rathaus, das Regierungsgebäude, das Ilinniarfissuaq oder das Gymnasium. Zudem hat sie das Logo des Gesundheitsvorsorgerats Paarisa entworfen und zahlreiche Lehrbücher illustriert. 1989 ging sie in Pension von ihrer Lehrtätigkeit und starb zwei Jahre darauf im Alter von nur 56 Jahren nach langer Krankheit in ihrem Geburtsort in Dänemark. Trotzdem hatte sie noch kurz zuvor an der grönländischen Skimeisterschaft teilgenommen.